# Rio Pirangi
Le Rio Pirangi est une rivière situé dans l’État de Piauí, au nord-est du Brésil et un affluent droit du fleuve le Rio Parnaíba.

## Géographie
Le Rio Piranji est une rivière du Brésil . Il est situé dans l'État du Piauí , dans la partie nord-est du pays, à 1 600 km au nord de Brasilia , la capitale du pays. Le Rio Piranji fait partie du bassin versant du Rio Parnaíba et un affluent du Rio Parnaíba.

## Hydrologie
Le climat est du type savane .  La température moyenne est de 25 °C . Le mois le plus chaud est octobre, à 29  °C , et le plus froid est juin, à 22 °C. [ La pluviométrie moyenne est de 1 341 millimètres par an. Le mois le plus humide est avril, avec 309 millimètres de pluie, et le plus sec est septembre, avec 6 millimètres,
,.